# Maria Valejo
Maria Valejo (Reguengos de Monsaraz, 30 de março de 1943) é uma fadista portuguesa.

## Biografia
Ingressa no Centro de Preparação de Artistas da Emissora Nacional aos 17 anos.
Por iniciativa do locutor e empresário Marques Vidal, profissionaliza-se e conhece a dupla Eduardo Damas e Manuel Paião, nomes decisivos no percurso da sua carreira, e que assinam grande parte do seu reportório, composto essencialmente por Fado-canção e Fado-castiço. 
Apresenta-se nas principais casas típicas de Lisboa, designadamente no "Timpanas", "Painel do Fado", "Taverna D´El Rei" de que foi proprietária, e mais recentemente pelo "Faia". Foi presença assídua no Casino do Estoril
Maria Valejo actua também em espectáculos no Cinema Condes, nas principais colectividades da cidade e em espectáculos e programas de televisão.

É atração de fado no teatro de revista no Parque Mayer, estreia-se em "Zona Azul", ao que se segue "Roupa na Corda", ambas no Teatro ABC.
Participou no IV Festival Internacional da Canção Popular do Rio de Janeiro, com o fado "Domingo em Lisboa", tendo ficado em 3º lugar. Participou também nas II Olimpíadas da Canção na Grécia, com o fado "É Lisboa", em 1969.
Percorre o país de norte a sul, em espectáculos que apresenta a solo ou integrada com outros artistas, e no Brasil, com espectáculos no "Lisboa à Noite" (Rio de Janeiro). 

Em 2007, Maria Valejo é distinguida com o Prémio Carreira na categoria de Intérprete, atribuído pela Casa da Imprensa.